# 조셀린 타운
조셀린 타운(Jocelyn Towne, 1976년 8월 8일 ~ )은 미국의 배우, 영화배우이다.
네바다시티에서 태어났다.

## 영화
- 위 윌 네버 해브 파리 (2014년)
- 아이 엠 아이 (2013년)
- 더 셀링 오브 스캐리 마너 (2011년) - 데드 걸 역
- 하복 (2005년)